# Ricardo Núñez
Ricardo Núñez (né à Sewell le 9 décembre 1939) est un écrivain chilien. Il est le premier secrétaire du parti socialiste chilien.